# محمد بويري
محمد بويري (بالهولندية: Mohammed Bouyeri)‏ هو هولندي من أصل ريفي مغربي قام بقتل المخرج الهولندي ثيو فان غوخ.

## سيرته
ولد محمد بويري في 8 مارس 1978 في هولندا لأبوين مهاجرين من المغرب وكان يحمل الجنسيتين الهولندية والمغربية وكان يستعمل لقب "أبو زبير في مراسلاته عن طريق الإنترنت. بدأ افكار بويري ينحو منحى الإسلامية بعد وفاة والدته عام 2003 وبدأ بإطالة لحيته والامتناع عن التواجد في أي مكان يتم فيه شرب الكحول أو المناسبات الذي يختلط فيه الذكور والإناث وبدأ بالتردد على مسجد يسمى مسجد التوحيد.

## عمله في التحرير الصحفي
في مارس (اذار) 2002 عمل محرراً في صحيفة بأمستردام وكان مطلوبا منه أربع مقالات في السنة بصفته واحدا من المحررين في الصحيفة. وان بعضا مما كتبه اثار انتباه الاستخبارات الهولندية التي وضعته تحت الرقابة. وذكرت المصادر أن من ضمن المقالات التي كتبها مقالة قال فيها: «اشعر بالقلق العميق من عادات وتقاليد وتصرفات المجتمع الهولندي واطالب الهولنديين بان يعاملوا الاخرين بنفس الطريقة التي يرغبون من الاخرين ان يعاملوهم بها». وجاء ذلك في مقالة كتبها في سبتمبر (ايلول) 2002 .
وبسبب ما جاء في المقالة وضعت اجهزة الاستخبارات الامنية محمد بويري تحت المراقبة لانه «أصبح واحدا من الذين يحملون ويدافعون عن افكار تدخل في نطاق التطرف»، حسب ما ذكرت صحيفة «الخمين داخبلاد» اليومية الهولندية على موقعها على الإنترنت نقلا عن مسؤولين مطلعين. ونشرت الصحيفة أول صورة للشاب المغربي منذ اعتقاله في 2 نوفمبر بعد قتله للمخرج الهولندي، وهي نفس الصورة التي كانت تظهر إلى جانب المقالات التي كان يقدمها محمد لصحيفة «الحي» الصادرة في امستردام، وكتب في احداها يقول «احذر من مغبة ما يقوم به بعض من الشباب الذين لا شغل لهم سوى مضايقة الاخرين ولا يعملون حسابا لمشاعرهم». وكتب في احداها يطالب الشباب بفتح حوار ومناقشة حول الافكار المختلفة، وقال انه يعمل ضمن مجموعة عمل تعرف باسم «جماعة شباب الحي»، تسعى لفتح حوار بين الشباب للتعرف على مشاكلهم ومحاولة ايجاد حلول لها. ولكن في سبتمبر (ايلول) 2003 بدأت مقالاته تشهد تغييرا كبيرا في الافكار، كما بدأ يستعين أكثر بآيات قرآنية، ووصلت الامور في مقالة في أبريل (نيسان)، إلى الذروة من حيث طبيعة الاشياء التي تناولها والتي جعلت السلطات الامنية تركز أكثر في ملف الجماعات المتطرفة والشاب المغربي

## قتله للمخرجثيو فان غوخ
في صباح 2 نوفمبر 2004 قام محمد بويري بإطلاق النار على المخرج الهولندي ثيو فان غوخ الذي كان قد أخرج فلماً يسيئ للإسلام، ومن ثم قطع رقبته وطعنه في الصدر وقام بتثبيت رسائل تهديد على الجثة مستعملا سكينا وكانت رسائل التهديد موجهة إلى حزب الشعب للحرية والديمقراطية وهو من الأحزاب اليمينية المتطرفة المعادية للإسلام وآيان حرصي علي المعادية للإسلام والعضوة في برلمان هولندا. أضاف أنه لا يشعر بالندم إطلاقا، وأنه سيفعل ذات الشيء في حال سنحت له الفرصة بحق كفار آخرين أعداء الإسلام كما قال
في 26 يوليو 2005 حكم على بويرى بالسجن مدى الحياة. وقال القاضي اودو فيليم بينتنك أن بويري قتل فان جوخ بأسلوب بشع دون رحمة وأنه لم يبد أي ندم على أفعاله. وأضاف أن الجريمة تنطوي على «نية ارهابية»، وأضاف خلال جلسة مزدحمة في محكمة في امستردام «مقتل ثيو فان جوخ أثار موجة استياء والازدراء في هولندا. ذبح ثيو فان جوخ بدون رحمة».
وأضاف «حتى في كلماته الأخيرة.. فرصته الأخيرة لإقناع المحكمة بامكانية ندمه تو إدراكه لخطورة ما اقترفه وعواقب ذلك غير المقبولة على ديمقراطيتنا.. احاط المتهم المحكمة علما بأنه لن يغير أسلوب تفكيره».

## رسالة من السجن
في يوليو 2010 ومن داخل سجنه، كتب بويري رسالة إلى جمعية تحمل اسم «سنابل» للإخوان المسلمين في فرنسا، وكشفت وسائل الإعلام الهولندية عن محتواها. قالت إن بويري كتب الرسالة من صفحتين قال فيها إنه لم يشعر طوال السنوات الماضية بثانية ندم واحدة أو حزن على الاختيار الذي توصل إليه ونجح في تنفيذه بدقة متناهية. وقال أيضا إنه لا ينكر مروره بلحظة ضعف، لكنه لم يشك لحظة واحدة في قدرته على المضي قدما على الطريق الذي اختاره، وإنه واثق من أن قيمته صارت أكبر في عيون آخرين بعد ارتكاب الحادث.
وقال الإعلام الهولندي إن جهاز الاستخبارات على علم بالرسالة، وقال متحدث باسم الجهاز الأمني إن ما قاله بويري في رسالته يتطابق مع أقواله أمام المحكمة أثناء محاكمته والتي أمد خلالها على أن فعلته جاءت بناء على دوافع إسلامية راديكالية. وجاءت رسالة بويري للجمعية الإسلامية الفرنسية ردا على رسالة وصلت إليه من نفس الجمعية في 10 يونيو.